# Allawah
Allawah est un quartier de la banlieue sud de Sydney, situé dans la zone d'administration locale de Georges River en Nouvelle-Galles du Sud, à 26 km du quartier central de Sydney.
En 2016, la population s'élevait à 5 706 habitants.
Allawah relève de la circonscription de Banks pour les élections à la Chambre des représentants.